# Нурмаков Нигмет Нурмакович
Нигмет Нурмакович Нурмаков (каз. Нығмет Нұрмақұлы Нұрмақов; 25 квітня 1895 — 25 вересня 1937) — радянський партійний і державний діяч, голова Ради міністрів Казахської АРСР у 1924—1928 роках.

## Життєпис
1915 року закінчив Омську викладацьку семінарію. 1931 закінчив Комуністичний університет ЦК ВКП(б).
Від 1915 до 1918 року працював шкільним учителем у Каркаралінську. У лютому-травні 1918 року був секретарем Каркаралінської районної ради. Після цього до 1919 року перебував в ув'язненні у білогвардійців.
Від 1920 до 1921 року був членом Ревізійного комітету Каркаралінського району, районного виконавчого комітету, Семипалатинського обласного військово-революційного комісаріату, начальником відділу губкому, членом виконавчого комітету Семипалатинського повіту.
Від жовтня 1921 — голова Революційного трибуналу. 11 квітня 1923 року очолив казахську секцію Верховного суду РРФСР. У 1923—1924 роках обіймав посаду народного комісара юстиції. У той період було завершено організацію прокуратури та судових органів, підготовку фахівців, введення казахської мови до системи судочинства.
Від жовтня 1924 до травня 1928 року очолював Раду народних комісарів Казахської АРСР.
У 1931—1937 роках — заступник секретаря ВЦВК. Голова бюро ЦК ВКП(б).
Був репресований та розстріляний 1937 року, реабілітований у серпні 1956 року.